# 尼纳罗德里格斯
尼纳罗德里格斯是巴西马拉尼昂州的一个市镇。总面积572.513平方公里，总人口9716人，人口密度17人/平方公里。